# Filip Twardzik
Filip Twardzik (* 10. února 1993 Třinec) je český profesionální fotbalista, který hraje na pozici středního či levého obránce za rakouský klub LASK Linz. Je také bývalým českým mládežnickým reprezentantem.

## Klubová kariéra
Filip Twardzik se narodil v České republice, ale dětství strávil v Německu, kde jeho otec hrál fotbal. Filip a jeho dvojče Patrik začali s fotbalem v německém celku FC Sachsen Leipzig, poté přešli do mládežnických týmů Herthy Berlin. 1. února 2009 oba podepsali smlouvy se skotským klubem Celtikem Glasgow, týden před dovršením 16 let. V klubu se setkali s dalším českým hráčem Milanem Mišůnem.
Filip Twardzik debutoval v A-mužstvu Celtiku 8. ledna 2012, v 70. minutě střídal řeckého útočníka Georgiose Samarase v utkání Skotského poháru proti domácímu Peterheadu (Celtic vyhrál venku 3:0). Další start si připsal v následujícím pohárovém utkání proti Inverness Caledonian Thistle FC, těsně před koncem zápasu v 93. minutě střídal Joea Ledleyho (Celtic vyhrál venku 2:0).
Ligový debut přišel 7. dubna 2012 během vítězného zápasu (6:0) proti Kilmarnocku, Twardzik nastoupil do druhého poločasu a podílel se přihrávkou na pátém gólu.
V lednu 2015 odešel do druholigového anglického klubu Bolton Wanderers FC, kde podepsal smlouvu na 2,5 roku. Ve Football League Championship debutoval 7. 2. 2015 proti Derby County FC, nastoupil do druhého poločasu a v utkání vstřelil jediný gól Boltonu, který však prohrál 1:4.

V květnu 2015 byl na testech v SK Slavia Praha.
Na konci července 2017 se stal kmenovým hráčem MFK Vítkovice.

## Reprezentační kariéra
Filip Twardzik působí v českých mládežnických reprezentacích od kategorie do 16 let. Bilance (stav k 31. srpnu 2012):
- reprezentace do 16 let: 13 utkání (7 výher, 1 remíza, 5 proher), 6 vstřelených gólů
- reprezentace do 17 let: 14 utkání (7 výher, 5 remíz, 2 prohry), 5 vstřelených gólů
- reprezentace do 19 let: 11 utkání (5 výher, 1 remíza, 5 proher), 1 vstřelený gól (platí k 6. lednu 2013)

## Osobní život
Pochází z fotbalové rodiny, jeho otec René byl ligovým brankářem, jeho starší bratr Daniel je také jako otec fotbalový brankář a jeho dvojče Patrik je fotbalovým záložníkem.